# لاولز، میشیگان
لاولز (به انگلیسی: Lovells Township) یک منطقهٔ مسکونی در ایالات متحده آمریکا است که در شهرستان کرافورد، میشیگان واقع شده‌است.
 لاولز  ۶۲۶ نفر جمعیت دارد و ۳۵۱ متر بالاتر از سطح دریا واقع شده‌است.